# エルソード
エルソード（ELSWORD）は、韓国のKOG Studiosが開発し、韓国・日本等で運営されているMORPG。
日本でのサービスはNHN PlayArtが行っていたが2019年3月13日にKOGに移管された。
アニメ風の3Dグラフィックス（トゥーンレンダリング）の横スクロールタイプのアクションゲーム。

## 日本でのサービス状況
- 2010年2月25日 - オープンサービス開始（オープンβテスト）（2010年4月4日まで）
- 2010年3月31日 - 転職システム実装
- 2010年4月27日 - 日本の声優の音声ラインアップ発表
- 2010年5月12日 - 新エリア「アルテラ地域」が本日実装
- 2010年5月26日 - ダンジョンのボスだった「レイヴン」をプレイヤーキャラクター化
- 2010年6月9日 - 「レイヴン」の転職システム実装
- 2010年7月7日 - 新ダンジョン“アルテラコア”実装
- 2010年7月14日 - 「ELSWORD」5人目のプレイヤーキャラクター「イヴ」と、各キャラクターのボイスアップデート
- 2010年7月21日 - 「イヴ」の転職システム実装
- 2010年9月15日 - 各プレイヤーキャラクターの二次職専用ロックスキル実装
- 2010年12月12日 - 各プレイヤーキャラクターの三次職実装開始
- 2011年4月13日 - 三次職専用スキル追加実装
- 2011年7月6日 - 「ELSWORD」6人目のプレイヤーキャラクター「ラシェ」の実装
- 2012年4月25日 - 3つ目の二次職実装開始
- 2012年10月3日 - エルソード×GUMI コンピレーションCD発売開始
- 2012年12月18日 - 3つ目の三次職実装開始
- 2013年5月23日 - フィールドを実装・一部クエストを変更
- 2013年7月24日 -「ELSWORD」7人目のプレイヤーキャラクター「アラ」の実装
- 2013年7月31日 - 「アラ」2次職1stライン追加
- 2013年8月7日 - 「アラ」3次職1stライン追加
- 2013年12月11日 - 「ELSWORD」8人目のプレイヤーキャラクター「エリシス」の実装
- 2014年6月11日 - 「ELSWORD」最初のレイドボス　「エルトリオン」実装
- 2014年7月23日 - 「ELSWORD」9人目のプレイヤーキャラクター「エド」の実装
- 2014年11月12日 - 2014年12月3日までの期間限定で、「テディベア」とのコラボレーションイベントが行われる
- 同日、G-Tuneとのコラボレーションキャンペーンを開始
- 2014年11月19日 - 「ELSWORD」第二のレイドボス　「ドラバキ」実装
- 2015年7月15日 - 「ELSWORD」10人目,11人目のプレイヤーキャラクター「ル・シエル」の実装
- 2015年11月18日 - 2015年12月16日までの期間限定で、『トランスフォーマーアドベンチャー』とのコラボレーションイベントが行われる[1]
- 2015年12月2日 - 「ELSWORD」第三のレイドボス　「ペルキサス」実装
- 同日、伝説のイベント「ジャンピングイベント」開催　第1回 ～ 第3回の内、アカウント単位で1度限り、Lv.70未満のキャラクターをLv.70の3次職にジャンプアップ可能
- 2016年4月13日 - 2016年5月11日までの期間限定で、「進撃の巨人」とのコラボレーションイベントが行われる

## 世界観
遥か昔、「死の大陸」と呼ばれる荒廃した大陸があった。しかし、ある日突如美しく神秘的な巨大な宝石の力によって瞬く間に自然溢れたものに変化する。人々はそこを神と太陽の恩恵を受けた大陸・エリオスと呼び、そこで宝石の力を使って、様々な能力や文明を生み出し、その中でもナソードと呼ばれる生命体を生み出したが、神や自然の恩恵を忘れ、私利私欲の為に使った事から、宝石の力は弱まり、再び荒廃していったが、1人の女性が自分の体を犠牲にした事で、宝石の力を呼び戻した。以後、その宝石をエル、宝石を復活させた女性をエルの巫女と呼び、巫女を補佐し、エルを維持するエルのマスター8人を作った事で、再び平和な世界を取り戻した。

## ストーリー
年に一度の祭典・共存の祝典。この祭典が行われて400回目のある日、エルのマスターの1人が、エルの力を独占しようと、数名の野心家の仲間と共に、エルを強奪しようとする。彼らは、エルを削って粉々にするために持ち出そうとして、エルを守る7人のマスターと死闘を繰り広げる。結果、エルは野心を抱いた者達によって叩き割られ、その際にエルの欠片となって飛散した。この事によって、エリオス大陸は大きな混乱に陥った。こうして多くの人々がエルの欠片を取り戻すべく、冒険に出るのであった。
現在実装されているダンジョン
- ルーベン　『エルの樹』　『森の中の遺跡』　『白い霧の沼地』
- エルダー　『闇の森』　『ベンダースの洞窟』　『地下水路』　『ウォーリーの城外郭』　『ウォーリーの城』
- ベスマ　『竜の道』　『ベスマ湖』　『ベスマ湖(夜)』　『竜の巣』　『リッチ鉱山』　『輸送飛行艇』
- アルテラ　『ブラッククロウ号』　『回帰の平原』　『運送トンネルB4-1』　『アルテラ平原』　『ナソード生産基地』　『アルテラコア』
- ペイター　『奉献の神殿入り口』　『螺旋回廊』　『地下礼拝堂』　『地下庭園』　『尖塔の心臓部』　『奉献の祭壇』
- ベルダー　『第三居住地域』　『希望の橋』　『王宮進入路』　『燃える希望の橋』　『第1商業地区』　『南側ゲート』
- ハーメル　『レシアム外郭』　『沈んだレシアム』　『古代水路』　『古代水路中心部』　『マグマンタの洞窟』　『凍りついた水の神殿』　『水の聖堂』
- サンディール　『枯渇のサンディール』　『ガルファイ奇岩地帯』　『トゥーラックの巣窟』　『カルーソ部族の村』　『サンテラス号』　『ベヒモス心臓部』
- ラノックス　『燃えた森』　『灰まみれの村』　『夢幻の間欠泉』　『火山火の関門』　『崩壊する火の神殿』　『大空洞:大地の裂け目』
- アトラス　『ディシオン採掘場』　『アトラスシティー』　『エリシオンタワー』
- エリシオン　『天上の岐路』　『アドリアンの宮殿』　『ソーレスの要塞』　『止まった太陽の記憶』
- エリアノド　『エルの回路』　『水竜の神殿』　『エリアノド市街地』　『デブリアンの研究所』　『エルの塔防衛線』　『忘れられたエリシオンの聖所』
- バニミール　『消滅の迷路』　『守護者の森』　『ダークエルフ前哨基地』　『精霊の安息所』　『歎きの塔』　『帰らずの闇』　『紅炎の揺りかご』　『影の鉱脈』
- リゴモル　『消滅の海』　『閉鎖された深海トンネル』　『トロッシュの巣』　『アイスレート廃工場』
- ギルド　『ハングリーゴースト』　『ごっつんモビ！』　『ゾンビ大襲撃』
- 秘密ダンジョン　『ウォーリーの地下研究所』　『竜の巣：奈落』　『運送トンネル：汚染区域』　『幻惑のベルダー』　『試練の神殿』　『暴走のベヒモス』
- 特殊　『ヘニルの時空』　『英雄ダンジョン』　『エルダー占領戦』　『エドのエネルギー融合理論』　『邪念宿りし空間』　『闇の門』　『ベステラ軍団』
- その他　『ベステラ軍団』　『ギルド討伐隊』

## 登場キャラクター

### プレイヤーキャラクター
エルス・クリムゾン・ジークハート (Elsword Crimson Sieghart)
声：鈴村健一
本作の主人公。ベルダー王国で騎士になる事を夢見る少年。情熱的でプライドが高い。
「赤い騎士団」の団長である姉・エレシスに認められる様な立派な剣士になるべく王国の「エル捜索隊」に入団するが、他の団員から未だにひよっこ扱いを受けており、いつの日か、偉大な姉を超える存在になる為にエル捜索隊の隊長になろうと必死に努力している。
武器は両手剣を使用し、接近戦を得意とする。素早い突撃や空中での多段攻撃などを駆使するファイターの役割を担う。
転職後は、剣技を主体に、剣にオーラを纏わせて巨大化させる技などを使う物理攻撃特化のソードナイト→ロードナイト。
炎やルーン、魔法の刃で攻撃する魔法型のマジックナイト→ルーンスレイヤー。
無数の剣を召喚したり、二刀流による連続攻撃を得意とするシースナイト→インフィニティソードがある。
アイシャ・バイオレット・レンダール (Aisha Violet Landar)
声：釘宮理恵
12歳の時に大魔法使いの称号を得た少女。元気が良く男勝りでお転婆。ある日、古代魔品の調査・発掘をしていた最中に呪われた魔法品によって魔力を吸収されてしまった。
祖父の魔法により、彼女の魔力は何者かよって世界のどこかに転送されたことを知り、魔力を取り戻す旅に出る。
武器は杖を使用し、魔法を主体に戦う。遠近距離共に有効なスキルが多く高いMPの回復量から一撃の魔法攻撃で戦況を変えるマジシャンの役割を担う。
転職後は、属性魔法に長け、画面単位の広範囲魔法を習得するハイマジシャン→エレメンタルマスター。
MPを吸収したり状態異常を与える魔法や、指先からビームを放ち前方長距離を一掃する魔法を習得するダークマジシャン→ヴォイドプリンセス。
コンボや時空魔法、変身での自己強化で格闘戦に長ける、バトルマジシャン→ディメンションウィッチがある。
レナ・フォレスト・エリンデル (Rena Forest Erindell)
声：堀江由衣
精霊界から訪れた、落ち着いた性格のエルフ。
人間界と精霊界を結ぶエルの力が弱まっているという事実を知り、世界の崩壊により人間界にいる全ての妖精たちの存在が消滅するという最悪の事態を防ぐため、「光の木」にあるエルを守るべく人間界を旅する事となる。
武器は弓を用いるが体術も得意。遠距離からのけん制攻撃と近距離での足技の連打で敵を寄せ付けないアーチャーの役割を担う。
転職後は、蹴り攻撃を主体にしたコンバットレンジャー→ウィンドスニーカー。
弓攻撃を主体としたスナイピングレンジャー→グランドアーチャー。
剣と罠を主体としたトラッピングレンジャー→ナイトウォッチャーがある。
レイヴン・マーキュリー・クロムウェル (Raven Mercury Cronwell)
声：宮野真守
平民でありながら傭兵騎士団長まで上り詰めたが貴族たちの妬みによって罠にはめられ婚約者まで失い、自身も瀕死に陥るが、機械生命体のキングナソードに発見され体の一部をナソードに改造する事で命を救われた。後に、人間と敵対するキングナソードに忠誠を捧げ憎き王国を滅亡させるために孤軍奮闘する。そんな中、エルス一行にめぐり合い、人間的な心を取り戻す。自ら招いた世界の混乱を清算するためにエルス一行と共にエルの力を取り戻す旅に出る。
武器は片手剣と機械化した腕を使う。
素早い移動速度と驚異的な攻撃速度により敵陣を一瞬で混乱に陥れるインファイターの役割を担う。
転職後は、剣術を極めたソードテイカー→ブレードマスター。
ナソードの兵装を極めたオーバーテイカー→レックレスフィスト。
大火力を極めたウェポンテイカー→ベテランコマンダーがある。
イヴ (Eve)
声：能登麻美子
機械生命体「ナソード」と人間が共存した時代の最上位階級として生活していたナソードの小さな女王。常にポーカーフェイスであり、どこか寂しそうな影を見せる。ナソード文明の崩壊直前に、保存装置に入り冬眠状態になって文明の再興を待ったが、不意に訪れた来訪者によって残りのナソード達がやられてしまう。文明再興の夢は絶たれ、失意のまま人間界に放り出されてしまったイヴは偉大なエルの力に僅かな可能性を信じ、遠い昔の友達との記憶を思い浮かべながらエルス一向に同行する。
武器は二対のナソードギア。ギアを形状変化させる攻撃とナソードの召喚など中〜遠距離攻撃を使う。白いほうのギアにはレビという名前が、黒いほうにはモビという名前がイヴによって与えられている。
転職後は、ナソードを変形させ、重火器やナソードの刃で戦闘を行うコードエキゾチック→コードネメシス。
ナソードの従者を従え、連携攻撃を行えるコードアーキテクチャー→コードエンプレス。
ビームやエレクトロンボールを、様々に変質させて攻撃する砲戦型のコードエレクトラ→コードバトルセラフがある。
ラシェ・プリンス・セイカー (Lacher Prince Seiker)
声：沢城みゆき
セナス公国の首都、ハーメルの守護騎士を父に持つ。真っ直ぐで正義感が強い少年。普段は不器用だが、戦闘力は極めて高い。
デストロイヤーと呼ばれる身の丈ほどの大砲を武器に使用する。
転職後は、大砲を叩き付ける粉砕攻撃と咆哮で攻撃するフューリーガーディアン→アイアンパラディン。
砲撃の隙を二丁拳銃で補うシューティングガーディアン→デッドリーチェイサー。
爆弾・爆撃・砲戦に特化したシェリングガーディアン→タクティカルトルーパーがある。
アラ / アラ・ハーン (Ara / Ara Haan)
声：佐藤聡美
本名は「アラ・ハーン」。九尾の狐を守る武人の家系の出身。
ある日、魔族によって彼女が住んでいた村が侵略されてしまい、その侵略を指揮していた人物は魔族に操られ変わり果てた姿になってしまっていた兄であるアレン・ハーンだった。九尾の狐との契約を交わし難を逃れた彼女は、魔族に操られた兄を取り戻すために旅に出る。
武器は槍。
転職後は、槍による攻撃、体術がメインの小仙→帝釈天。
広範囲に火力を出せるスキル「羅刹」は非常に強力。ダンジョン、決闘共に強力なスキルを持つ。
気力を用いた攻撃が主な小魔→冥王。遠距離攻撃に特化していて、MPの回収率等が高い。
千年妖狐を用いた攻撃が主な小妖→修羅。
エリシス・スカーレット・ジークハート (Elesis Scarlet Sieghart)
声：井上麻里奈
両手剣と炎を駆使するエルスの実姉。16歳。偉大な騎士である父に剣術を叩き込まれ、13歳の時に修行の旅に出る。3年後ルーベンに戻り、休息をとりながらエルスに稽古をつけていた。しかし、とある魔族（スカー）の急襲を受け、その場で一戦を交える。
苦戦したスカーは去り際に「また戻ってくる」と告げ、姿を消した。エリシスは魔族の動向を追うため、再び旅に出る。
武器はミドルソード。
エド, エドワード・ドミトリ・グレノア (Add, Addward Dmitri Grenore)
声: 木村良平
ナソードの研究者。16歳。人間的なナソードを作ろうとして禁忌を犯し、追われる身となる。狂気的な性格。
孤児であった彼は、奴隷主から追われる中、時空間の隙間に落ちる。そこには、膨大なナソードのデータが収められていた。数年後、興味深い実験体を発見する。その名はナソードの女王「イヴ」だった。エドは彼女を追って旅に出る。
武器はナソードドライヴ。
ル・シエル (Lu Ciel)
エリオス大陸に逃げてきた魔界の君主と裏世界の住人。失った魔力の回復と玉座を取り戻すため、魔族の痕跡を追う旅に出る。
本作初のデュオキャラクターとなり、ルーとシエルの2人を切り替えながらプレイすることができる。
ルー, ルシエラ・リノ・サワークリーム (Lu, Luciela "Lu" Rino Sourcream)
声：井口裕香
魔界を統べる君主の王女。10歳くらいに見えるが年齢不詳。魔族王が王座を空けたことで起きた君主間の戦争の際に、側近に裏切られて封印されてしまった。名前以外の全てを忘れるほどの永い時間封印されていたが、封印が弱まったチャンスに残りの魔力を全て使って人間界へ逃れ、シエルに保護される。しかし、ルーを殺すために追ってきた魔族との攻防でシエルが目の前で命を落とす。そのショックで力を取り戻し、シエルを生かすために眷属としての新しい命を与える。
武器はクロー。
シエル, カエサル・アレグロ・オリオン (Ciel, Caesar Allegro Orion)
声：杉山紀彰
幼い頃、盗賊の略奪によって孤児となり、生き抜くために裏社会に身を置く青年。24歳。ある日、次元の裂け目から現れたルーに妹の面影を見つけ、保護するが、追ってきた魔族との攻防により命を落とす。記憶を取り戻したルーの眷属として新しい人生を歩む。
武器はガンブレード。
ロゼ, アンナ・テスタロッサ (Rose, Anna Testarossa)
声：小清水亜美
株式会社ネクソンが運営する『アラド戦記』から参戦した女ガンナー。本名は「アンナ・テスタロッサ」。
天界皇都守備軍に所属するエリート戦闘員で、宮女たちの集団である「皇女の庭園」のメンバー。天界各地で異常生命体が出現した原因を調査すべく皇女から極秘の任務を受け、次元移動装置でアラド大陸とは異なる別世界「エリオス」へと旅立つ。
武器は様々な重火器を扱うウェポンパック。
アイン, アインチェイス・イスマエル (Ain, Ainchase Is(h)mael)
声：武内駿輔
エリオスにエルを落とした女神「イスマエル」の代理人の男性。
500年前のエル大爆発時、使命を受けてエリオスに降りてきたが、予期せぬ大爆発の影響で使命を果たせなくなった。途方にくれていた時、微かに感じていたエルの力を追い、旅を始めたばかりのエルス一行に出会い共に旅に出る。
武器はペンデュラム。
ラビィ (Laby)
声：加藤英美里
暗い森の奥深く、誰も辿り着けない場所で長い間生きてきた少女。「3回目の青い光」に導かれて、ついに暗い森の中心部から脱出することができた。
世間知らずで純粋な性格であり、見るもの全てが初めてで、楽しいことばかり。感情表現が豊かで非常にポジティブ。
武器はミラー。

### 全域
アリエル
声：松来未祐
冒険者サポート会社「コボ」の女性スタッフ。
エルソードの舞台であるエリオス大陸全土の冒険者に様々な案内をしてくれる。
機能：イベントクエスト発行
ルリエル
声：原田ひとみ
冒険者サポート会社「コボ」の見習いスタッフ。
姉のアリエルの様な立派な人になるのが目標。
新米だが銀行の受付嬢として日々精進している。
機能：銀行システム管理人
カミラ
声：堀江由衣
決闘や訓練を担当する女性。
熱い戦いほど、幸せを感じる程の決闘好き。
ロックスキル解除の他、決闘で取得したポイントを使ってアイテムや決闘専用武具を手に入れる事が出来る。
機能：決闘システム担当
グレイヴ
仮面をかぶった男性。
元々、天才魔法使いだったが禁断の魔法を研究した罪で全ての魔法を封じられる。
以後、永久的に時空の監視者と刑を受けている。
へニルの時空で取得したアイテムを別のに交換したり特殊な武具を製造してくれる。
ヘレン
商人。未亡人で亡き夫の仕事を引き継いでいる。
武具の修理や消費アイテムを売っている。

### ハーメル公国
フェネンシオ
声：荻原秀樹
ハーメルに派遣された「赤い騎士団」の下級将校。
団長のテロンから極秘任務を命じられハーメルに留まっている。
なお、稀に正式決闘に出現する。
決闘では、ルーンスレイヤーとして戦う。状態異常を与えるルーンを複数設置する技を持つ。
ホレイショ
声：秋元羊介
年老いたハーメルの鍛冶屋。
守護石と魔族に関する事には関心を示すが、その他の事には関心がない。
ルーシー
声：松嵜麗
ハーメルでアクセサリー店を営んでいる女の子。
常に明るい笑顔で人々に愛されている。
デンカ
声：ふくまつ進紗
カワウソ。
100年以上生きているのでとても賢いが、風変わりな性格をしている。

### その他
エル捜索隊長ロウ
決闘では、ロードナイトとして戦う。特別変わったところはないが、メガスラッシュを多用する。
ナイトウィッチ・スピカ
決闘では、ヴォイドプリンセスとして戦う。巨大なアンゴルを召喚したり、スキルで付与される状態異常が変わり、覚醒無しで3本のプラズマカッターを放つ。
近衛隊長アイスプリンセス・ノア
決闘ではエレメンタルマスターとして戦う。火球が氷になっていたりと、一部のスキルが変わっている。
碧き森の守護者ライム
決闘では、ウィンドスニーカーとして戦う。矢が命中した相手を自分に引き寄せる固有スキルを使用する。
風の射手アメリア
決闘では、グランドアーチャーとして戦う。絶え間なく矢を乱射する固有スキルを使用する。
ナソードプリンセス・アップル
ナソードが滅びる前からイヴと係わりがあった模様。コードプロトタイプのことをゼロちゃんと呼ぶ。
決闘では、コードエンプレスとして戦う。召喚兵がピンク色なのが特徴。
コードプロトタイプ
アップルからはゼロちゃんと呼ばれている。
決闘では、コードネメシスとして戦う。常にクイーンズスローンを展開している。
血染めの将校エダン
決闘では、ブレードマスターとして戦う。常時ブラッディエクセル状態で、攻撃するごとにHPを吸収する。
苦痛の君主バラック
ダンジョン中にプレイヤーを血祭りに上げる通り魔。たくさんのプレイヤーの命を狩り取った後に何処かへと逃げおおせた。現在指名手配中。
決闘では、レックレスフィストとして戦う。防御無視の能力を持っている。
| ルーベン(Ruben)                                   | エルダー(Elder) | ベスマ(Bethma)                                                                                                  | アルテラ(Altera) | ペイター(Feita)                                                                                     | ベルダー(Velder) |
| ------------------------------------------------- | --- | --- | --- | --------------------------------------------------------------------------------------------------- | --- |
| エルの樹(1-1) 森の中の遺跡(1-2) 白い霧の沼地(1-3) | 闇の森(2-1) ベンダースの洞窟(2-2) 地下水路(2-3) ウォーリーの城外郭(2-4) ウォーリーの城(2-5) ウォーリーの地下研究(2-x) | 竜の道(3-1) ベスマ湖(3-2) ベスマ湖(夜)(3-3) 竜の巣(現3-4) リッチ鉱山(現3-5) 輸送飛行艇(現3-6) 竜の巣：奈落(3-x) | ブラッククロウ号(4-1) 運送トンネルB4-1(4-2) アルテラ平原(4-3) ナソードの生産基地(4-4) アルテラコア(4-5) 運送トンネル：汚染区域(4-x) | 奉献の神殿入り口(x-1) 螺旋回廊(x-2) 地下礼拝堂(x-3) 地下庭園(x-4) 尖塔の心臓部(x-5) 奉献の祭壇(x-6) | 第三居住地域(5-1) 希望の橋(5-2) 王宮進入路(5-3) 燃える希望の橋(5-4) 第1商業地区(5-5) 南側ゲート(5-6) 幻惑のベルダー(5-x) |

| ハーメル(Hamel) | サンディール(Sander) |
| --- | --- |
| レシアム外郭(6-1) 沈んだレシアム(6-2) 古代水路(6-3) 古代水路中心部(6-4) マグマンタの洞窟(6-5) 凍りついた水の神殿(6-6) 水の聖堂(6-7) 試練の神殿(6-x) | 枯渇のサンディール(7-1) ガルファー奇岩地帯(7-2) トゥーラックの巣窟(7-3) カルーソ部族の村(7-4) サンテラス号(7-5) ベヒモス心臓部(7-6) 暴走のベヒモス(7-x) |

| 燃える森(8-1) 灰まみれの村(8-2) 夢幻の間欠泉(8-3) 火山火の関門(8-4) 崩壊する火の神殿(8-5) 大空洞：大地の裂け目(8-6) 大空洞：魔気の根源地(8-x) |